# 沈继美
沈继美（？年—？年），字子充，四川保宁府守御千户所官籍。明朝政治人物。

## 生平
嘉靖元年（1522年）壬午科四川鄉試舉人，嘉靖五年（1526年）丙戌科第三甲第一百七十一名進士。授太常寺博士，九年七月选授礼科给事中，復除兵科给事中，十四年七月升吏科右给事中，九月因弹劾吏部尚书汪鋐，降一级调外任，贬浙江海盐县丞，十六年升鄞县知县，祑满，升南京吏部主事。